# Bank Rakyat Indonesia

Logotipo da Bank Rakyat Indonesia

Bank Rakyat Indonesia ou PT. Bank Rakyat Indonesia (Persero) (BRI), (tr. Banco Popular da Indonésia), é um dos maiores bancos da Indonésia. É especializado em empréstimo de pequena escala e microfinanças para os seus cerca de 30 milhões de clientes de varejo por meio de suas mais de 4.000 agências, unidades e postos de serviços rurais. Ele também tem uma relativamente pequena, mas crescente participação na área de negócios corporativo. Desde de 2010, é o segundo maior banco da Indonésia por ativo.
Hoje 70% do banco pertence a empresa de propriedade operacional do governo (Persero) e foi totalmente propriedade do governo durante todo o período desde a guerra de independência (1945-1949) e novembro de 2003, quando 30% de suas ações foram vendidas através de um IPO.